# Электромобиль на солнечных батареях

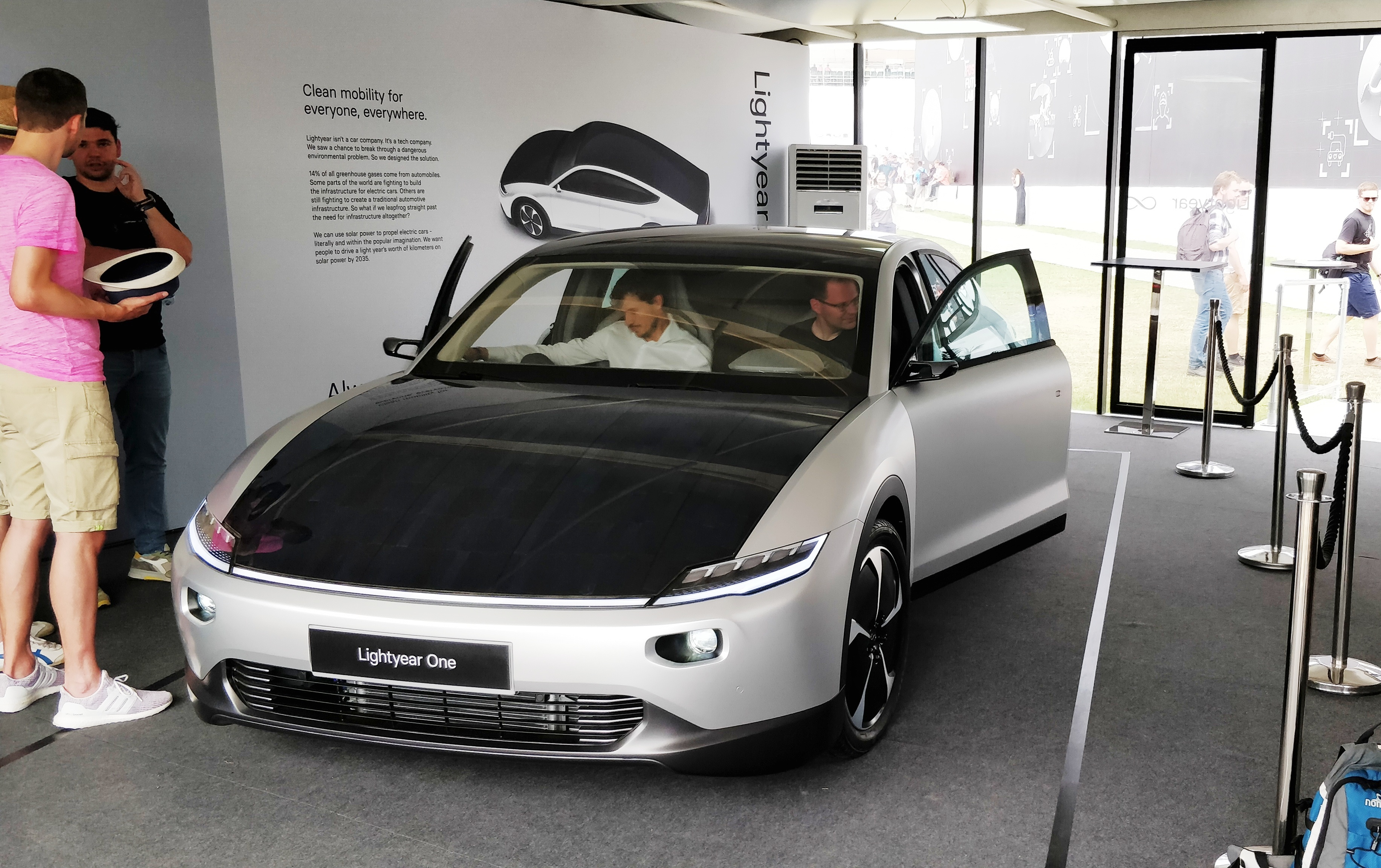
Lightyear 0 - голландский автомобиль на солнечных батареях (2019), максимальная скорость ограничена 160 км/ч, запас хода 625 км, цена автомобиля была 250 000 евро

Электромоби́ль на со́лнечных батаре́ях, или Солнцемобиль — электромобиль, частично или полностью заряжаемый солнечными батареями. Типичный КПД фотоэлементов составляет до 15-30%, крупные батареи могут иметь мощность до нескольких единиц киловаттов. Такие электромобили обычно имеют мощность двигателя в 2-3 лошадиные силы.
Ночью солнцемобиль может передвигаться как обычный электромобиль, а днём использовать энергию солнца.
В 1982 году изобретатель Ханс Толструп на солнцемобиле «Quiet Achiever» («Тихий рекордсмен») пересёк Австралию с запада на восток со скоростью 20 км/ч.
В 1996 году победитель IV Международного ралли солнцемобилей — «Dream» («Мечта») проехал 3000 км между Дарвином и Аделаидой со скоростью почти 90 км/ч, на отдельных участках разгоняясь до 135 км/ч.
Toyota Prius PHV с 2017 года может быть оснащена солнечными батареями, что увеличивает пробег автомобиля примерно на 6 км в день.
В марте 2025 года Toyota представила концепт миниэлектромобиля FT-Me с солнечными панелями, установленными на крыше.

## Космические электромобили на солнечных батареях

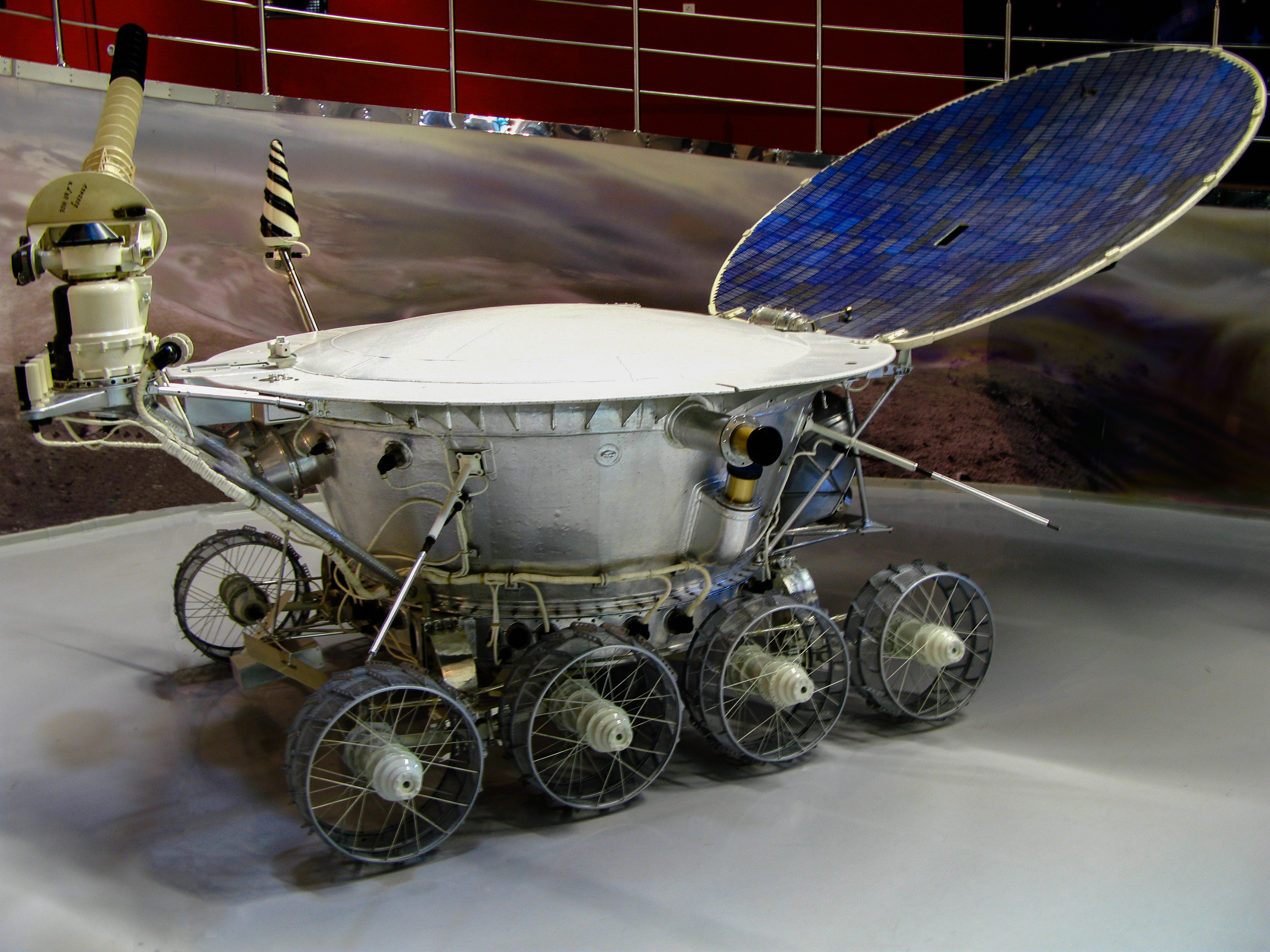
Луноход-1 — беспилотный электромобиль на солнечных батареях

Луноход-1 в 1970 году был первым электромобилем в космосе, и он имел солнечные батареи, работал одиннадцать лунных дней (10,5 земных месяцев), проехал 10 540 м. Его солнечная батарея, собранная из кремниевых элементов, включённых в последовательно-параллельную цепь, обеспечивала до 1 кВт электрической мощности.

## Галерея

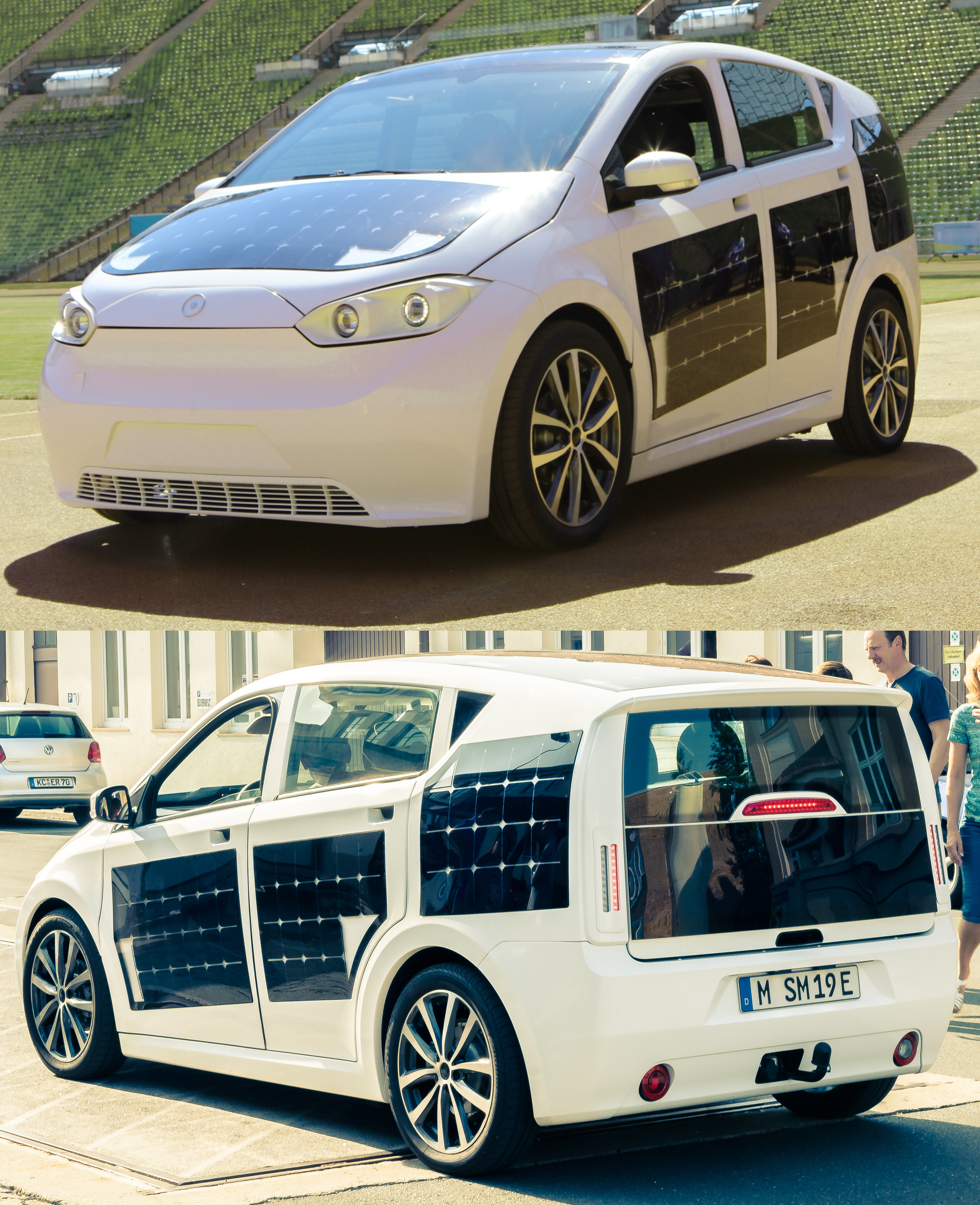
Проект народного немецкого солнцемобиля Sono Sion
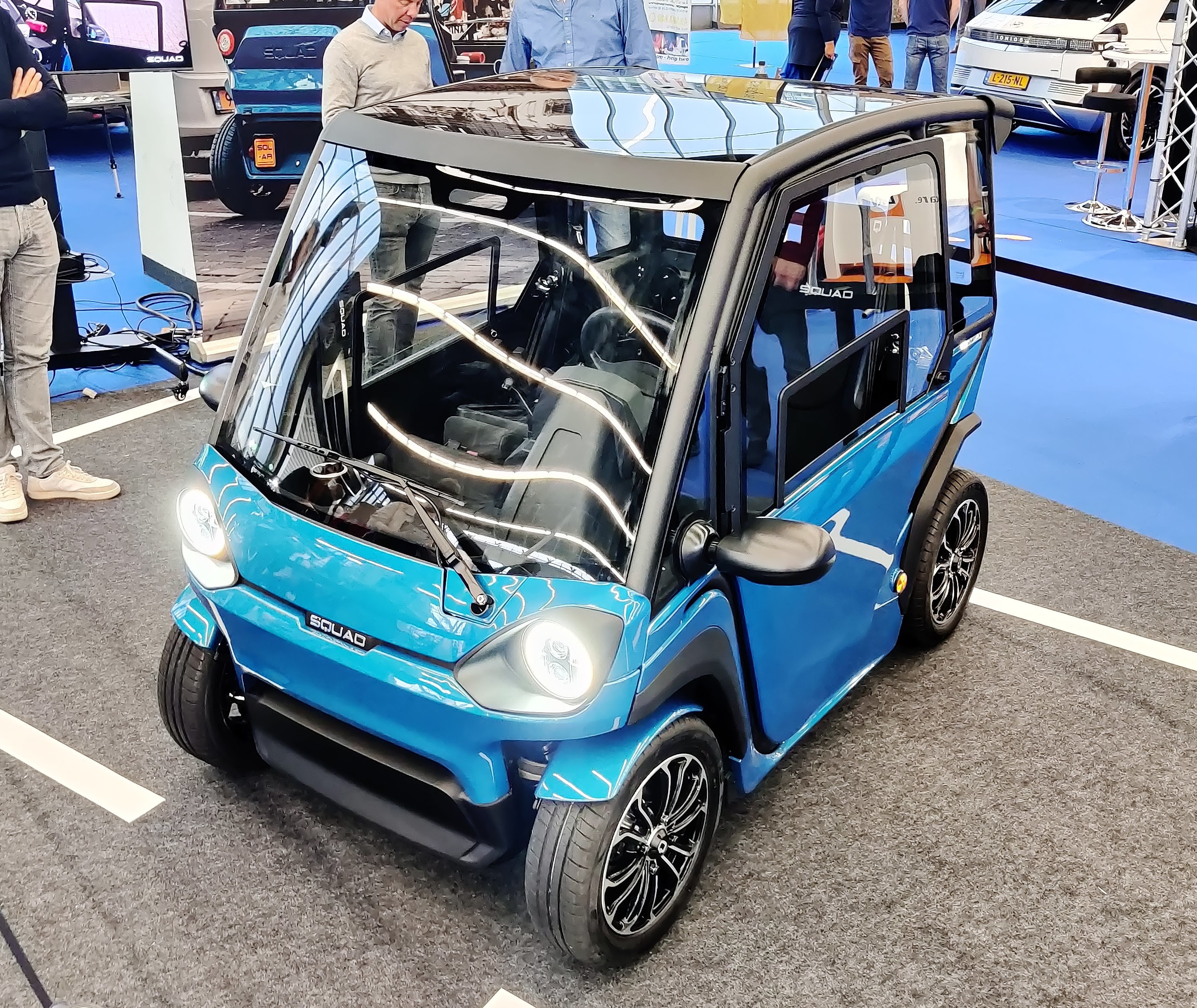
городской электромобиль на солнечных батареях
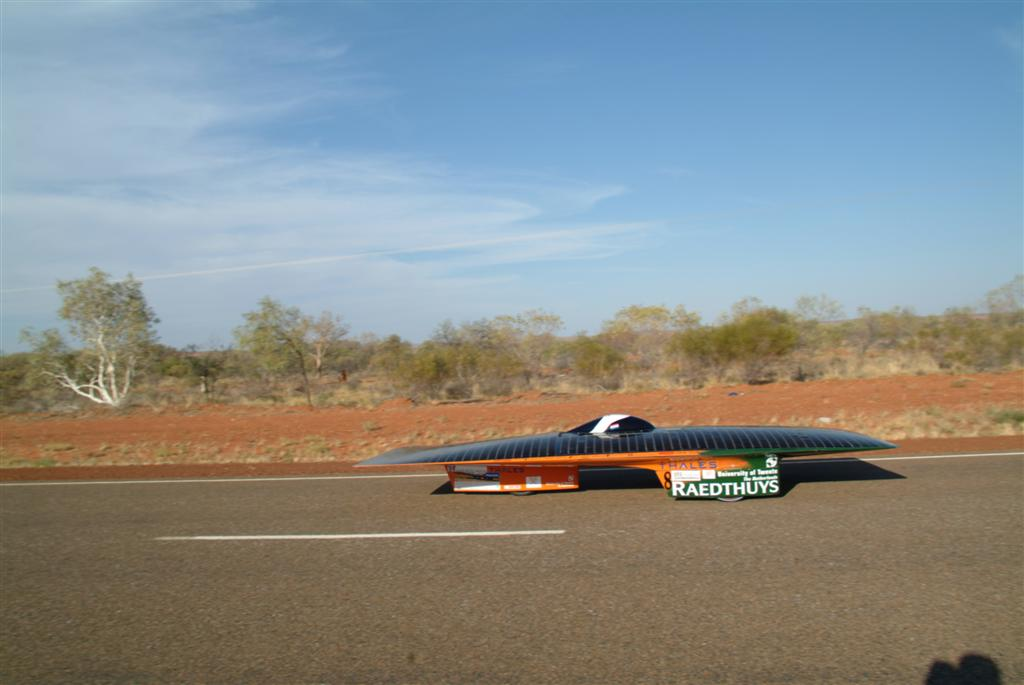
2006 год
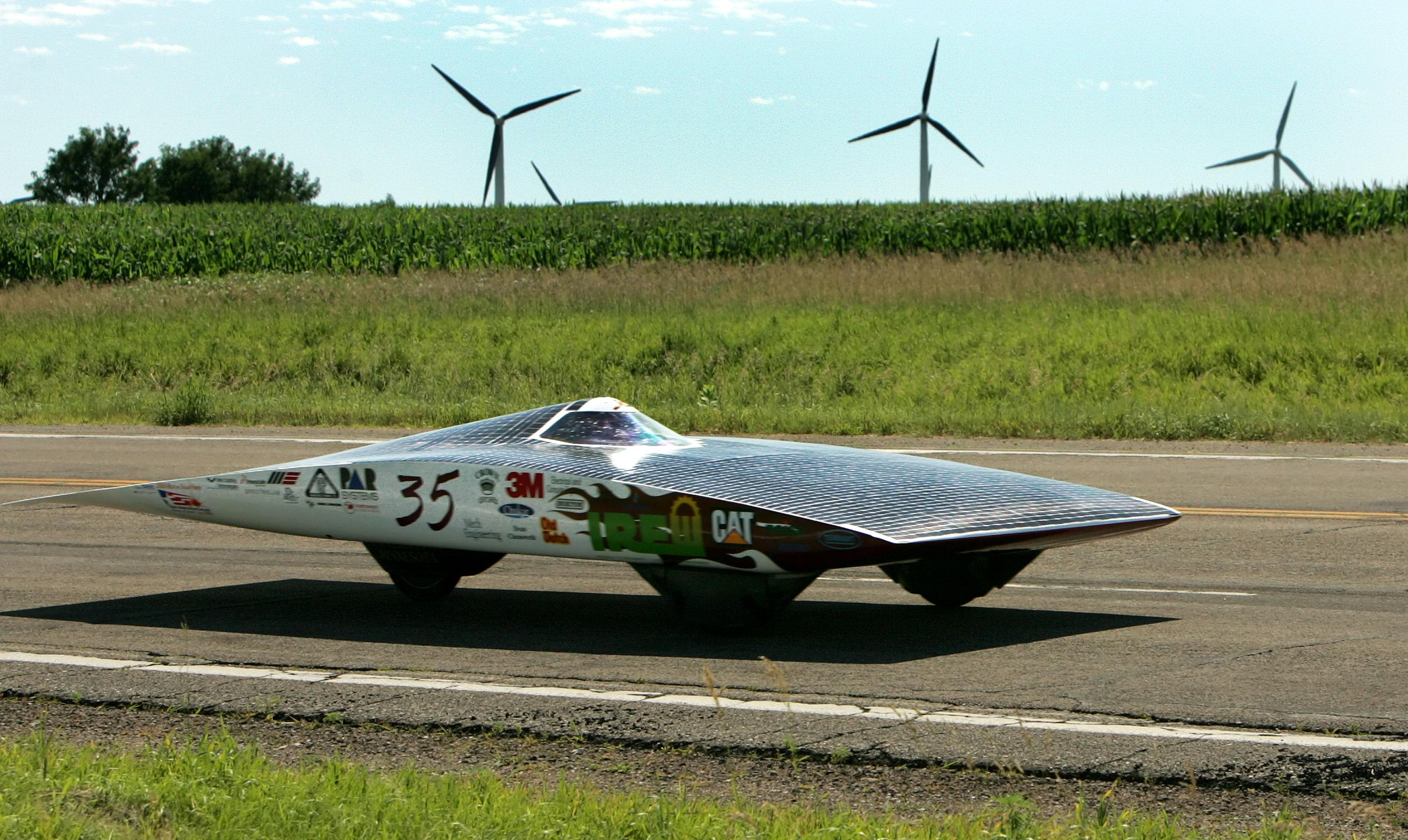
2005 год
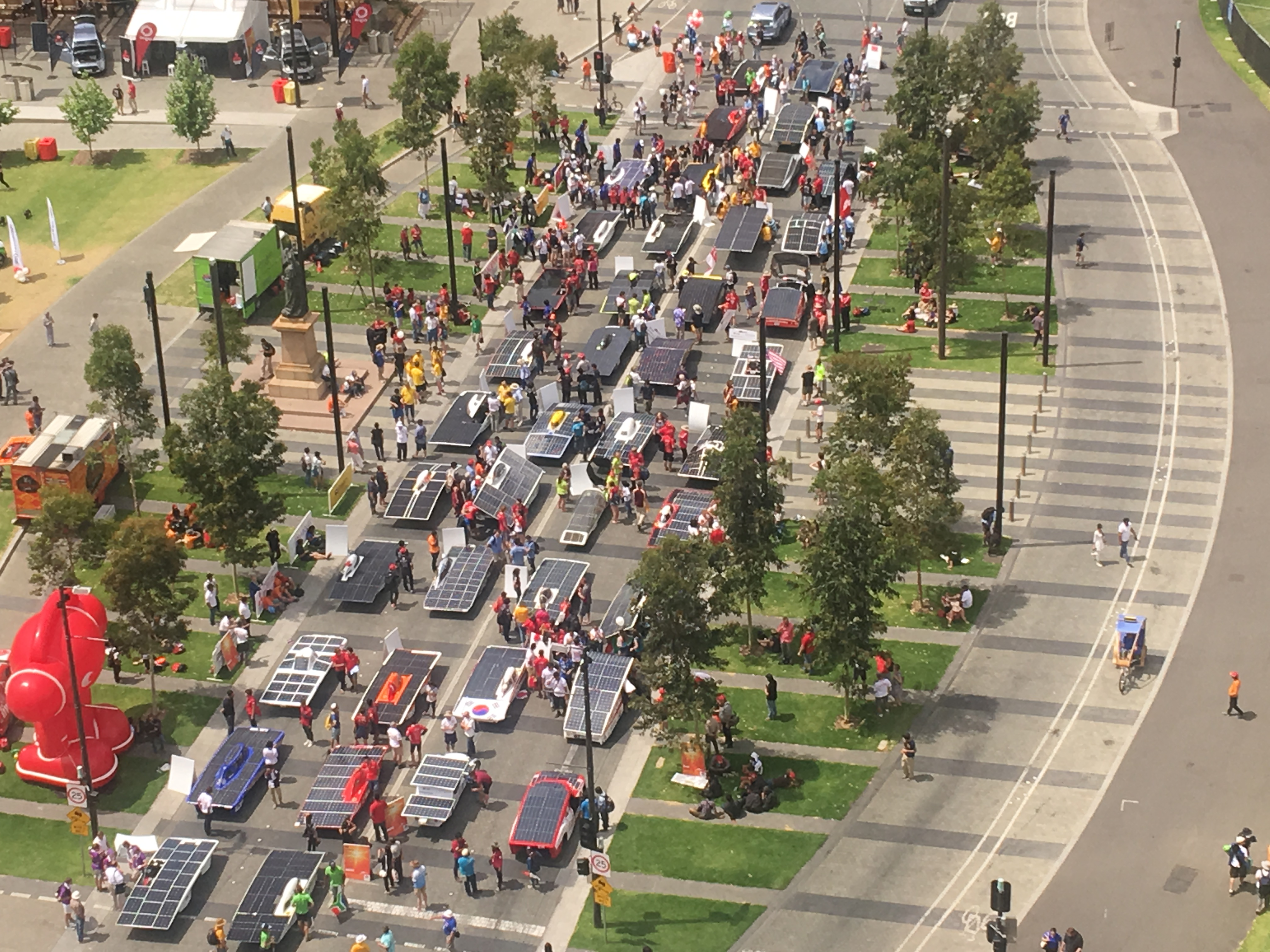
Парад электромобилей на солнечных батареях Solar Challenge 2015 на площади Виктории в Аделаиде, Австралия
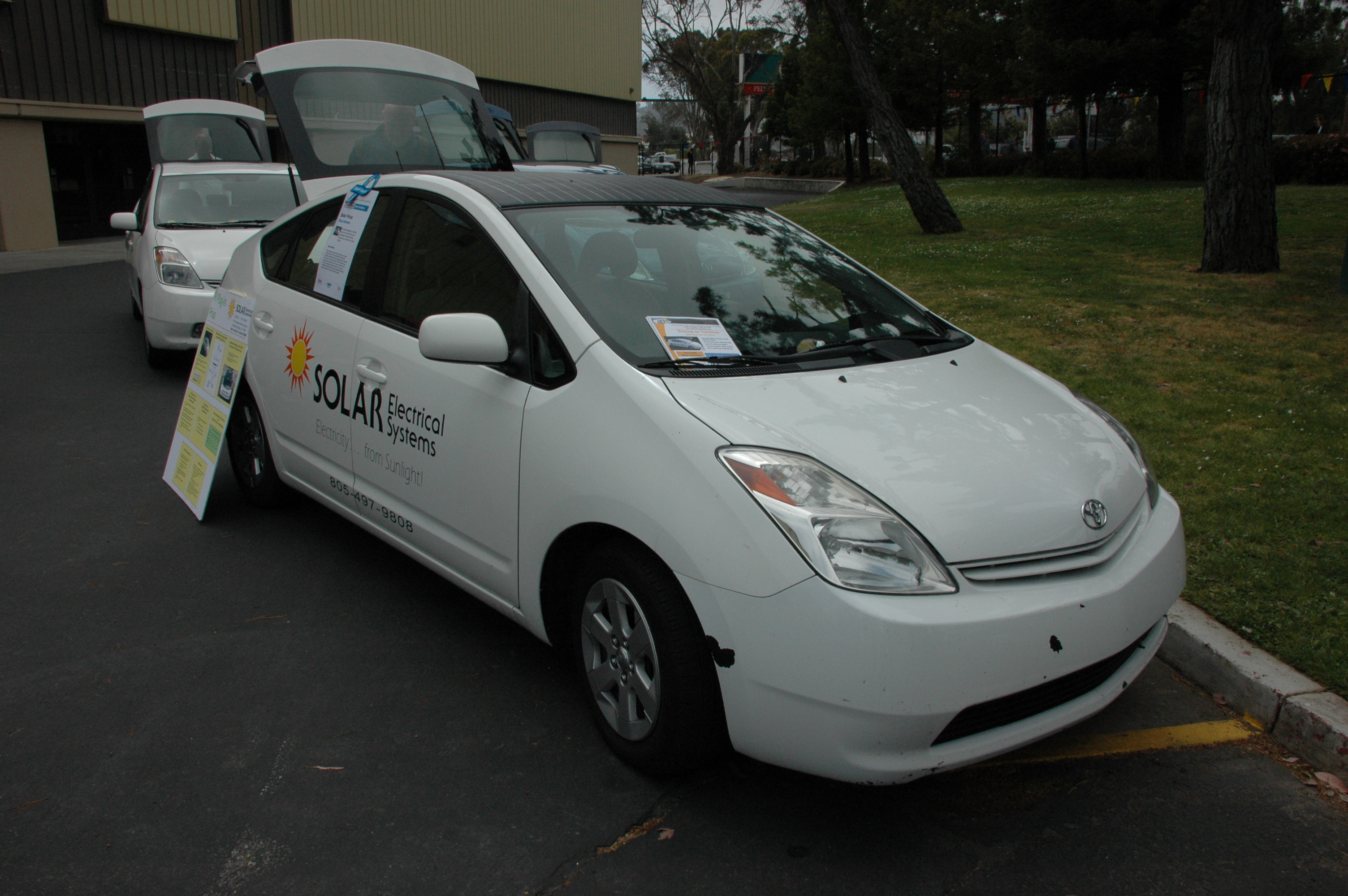
Тойота Приус с солнечными батареями, 2008 год
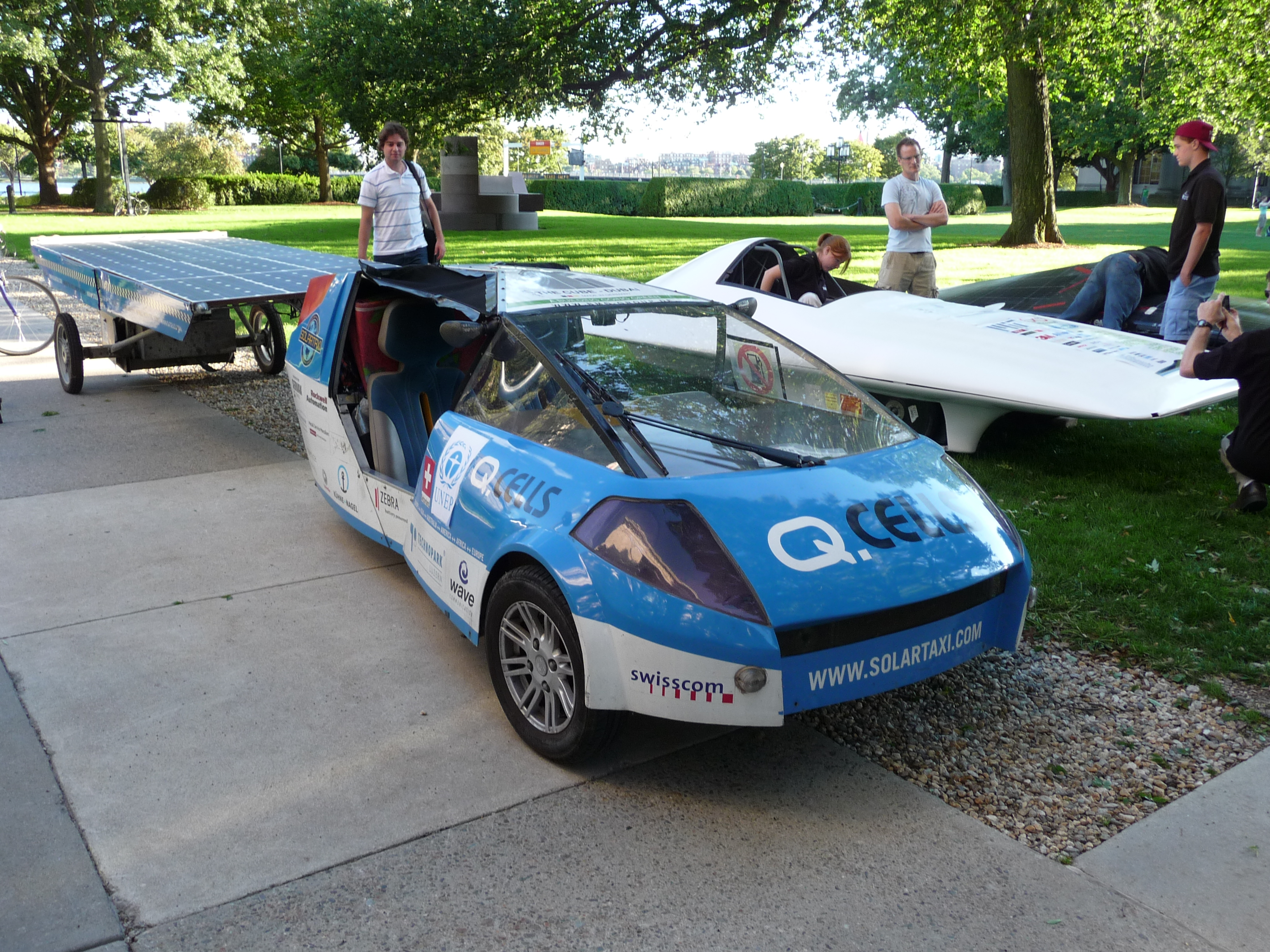
Электромобиль на солнечных батареях Solartaxi, совершивший кругосветное путешествие в 2007 году
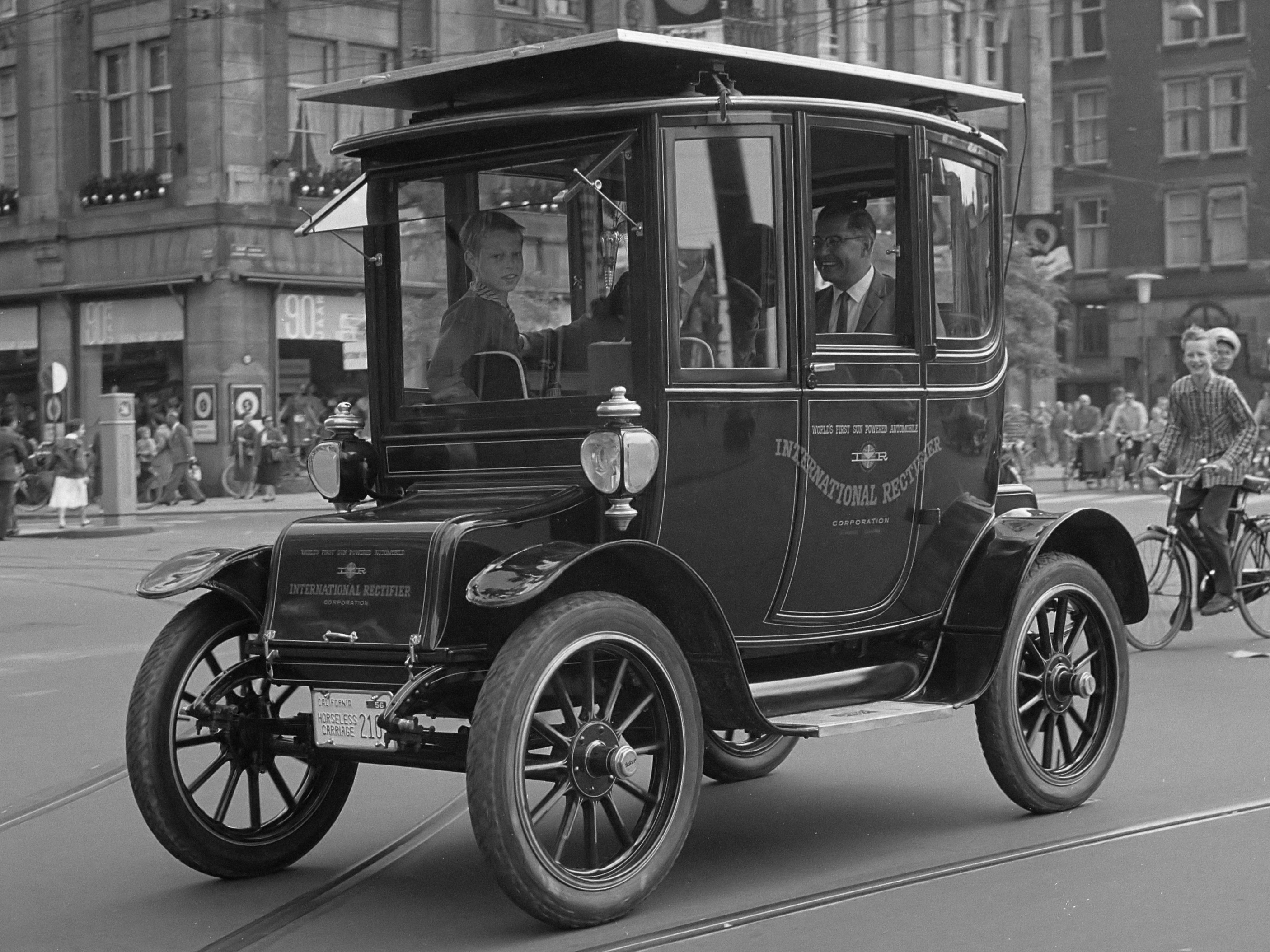
Электромобиль Baker Electrics 1912 c установленными солнечными батареями[4]. 1960 год, Амстердам
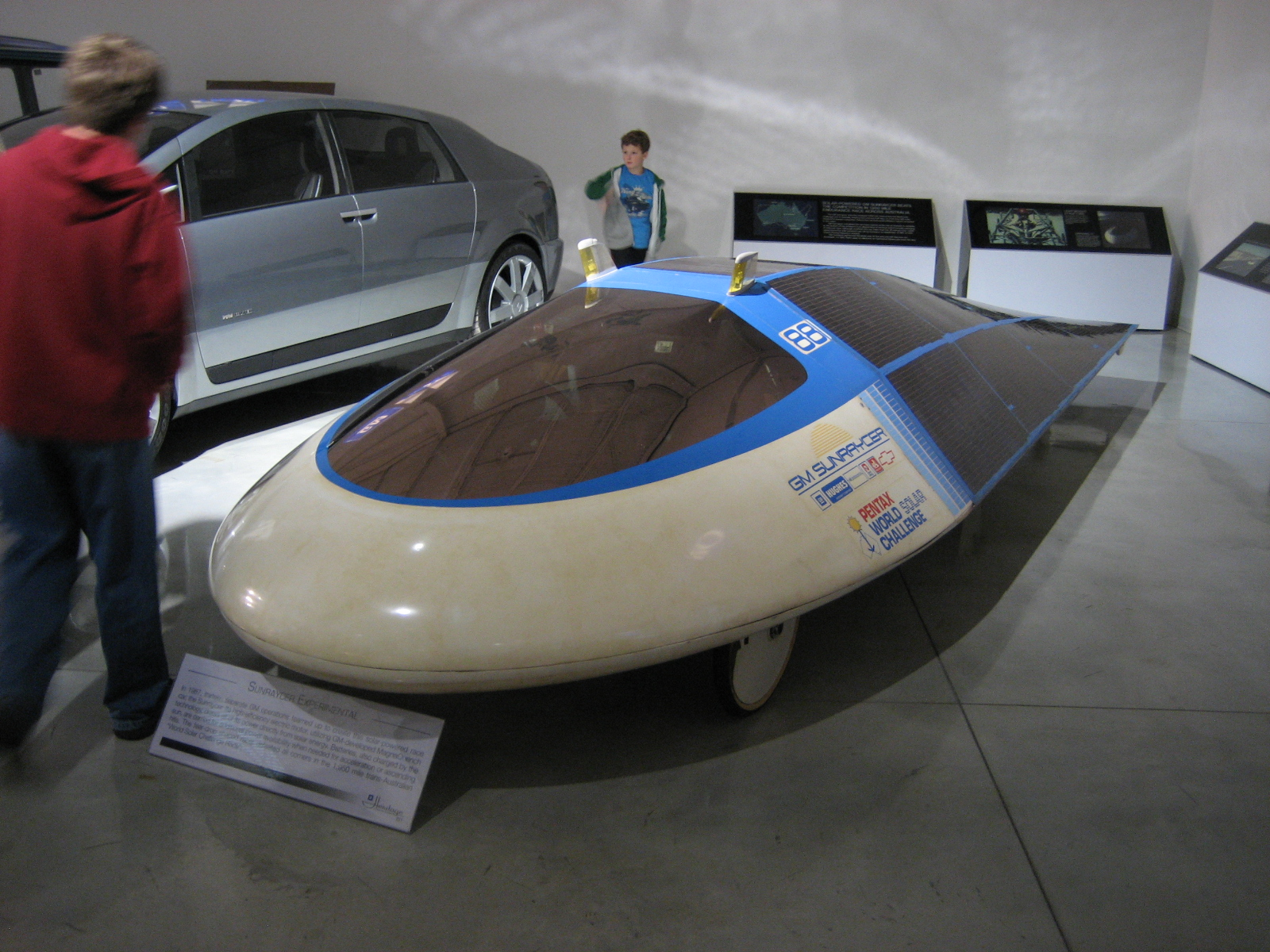
Автомобиль на солнечных батареях 1987 года